# سانغيانغ

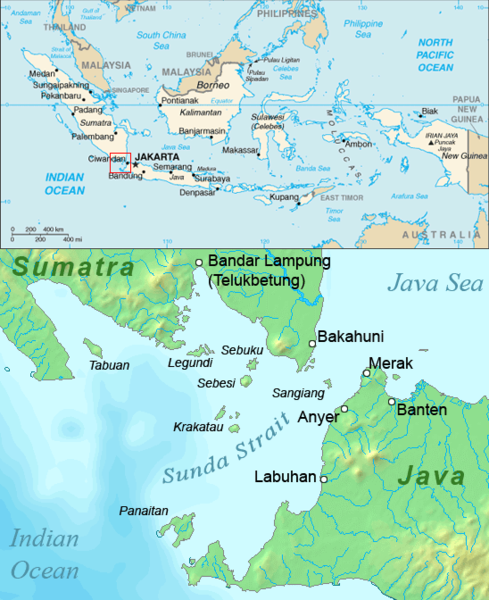
مضيق سوندا وتظهر جزيرة سانغيانغ

سانغيانغ جزيرة من جزر إندونيسيا تقع في مضيق سوندا ما بين جزيرتي سومطرة وجاوة الإندونيسيتين .
تتبع إدارياً لمنطقة بنتن التابعة لمقاطعة جاوة غرب.
من المخطط أن يمر جسر مضيق سوندا عبر هذه الجزيرة. هذا الجسر يخطط لبنائه عام 2025.